# Bradornis
Bradornis is een geslacht van zangvogels uit de familie van de vliegenvangers (Muscicapidae). Eerder werden ook de drie soorten in de geslachten Myopornis en Artomyias tot dit geslacht gerekend.

## Soorten
Het geslacht kent de volgende drie soorten:
- Bradornis comitatus  – Dofblauwe vliegenvanger
- Bradornis microrhynchus  – Streepkopvliegenvanger
- Bradornis mariquensis  – Maricovliegenvanger